# 1952年の大洋ホエールズ
1952年の大洋ホエールズでは、1952年の大洋ホエールズの動向をまとめる。
この年の大洋ホエールズは、小西得郎監督の1年目のシーズンである。

## 概要
球団3年目の中部オーナーは松竹ロビンスを優勝に導いた小西得郎を招聘。小西新監督は若手が発展途上だったため、ベテラン選手を有効活用。この年は球団創設から3番の藤井勇が1000安打と1000試合出場を、4番の岩本義行が100本塁打を達成するなど、ベテラン陣が奮闘。チームは5月に既存の阪神・名古屋を抜いて2位に上がるが、6月に両球団が巻き返して4位に転落するとそれ以降はゲーム差が広がった。最終的に4位以下の国鉄などが借金2ケタに沈んだのに対し、チームは負け越しながらも借金4と健闘した。投手陣は高野裕良がチームトップの17勝をあげるなど3人が2ケタ勝利をあげてチーム防御率は前年の4.84から3.68と改善され球団3年目で初の防御率3点台に乗り、完投数もリーグ2位を記録したが、被本塁打がリーグワーストの76本では勝てなかった。打撃陣では藤井・岩本などベテラン選手の活躍はあったが、全体では57本塁打に終わった。この年のオフに松竹と合併し「大洋松竹ロビンス」となったため、「大洋ホエールズ」の名称は一時姿を消すことになった。この年からフランチャイズ制が導入されて下関市営球場が本拠地となったものの、松竹との合併により下関を本拠地にしたのはわずか1年だった。

## チーム成績

### レギュラーシーズン
| 1 | 中 | 木村勉   |
| 2 | 二 | 宮崎剛   |
| 3 | 一 | 藤井勇   |
| 4 | 右 | 岩本義行 |
| 5 | 左 | 安居玉一 |
| 6 | 捕 | 荒川昇治 |
| 7 | 三 | 安井亀和 |
| 8 | 遊 | 荒木茂   |
| 9 | 投 | 高野裕良 |

| 順位 | 4月終了時 | 4月終了時 | 5月終了時 | 5月終了時 | 6月終了時 | 6月終了時 | 7月終了時 | 7月終了時 | 8月終了時 | 8月終了時 | 9月終了時 | 9月終了時 | 最終成績 | 最終成績 |
| ---- | --------- | --------- | --------- | --------- | --------- | --------- | --------- | --------- | --------- | --------- | --------- | --------- | -------- | -------- |
| 1位  | 巨人      | --        | 巨人      | --        | 巨人      | --        | 巨人      | --        | 巨人      | --        | 巨人      | --        | 巨人     | --       |
| 2位  | 名古屋    | 2.5       | 大洋      | 3.0       | 大阪      | 5.5       | 大阪      | 3.0       | 大阪      | 6.0       | 大阪      | 5.5       | 大阪     | 3.5      |
| 3位  | 大洋      | 4.0       | 大阪      | 3.0       | 名古屋    | 5.5       | 名古屋    | 6.5       | 名古屋    | 7.0       | 名古屋    | 7.0       | 名古屋   | 7.0      |
| 4位  | 大阪      | 4.5       | 名古屋    | 5.0       | 大洋      | 12.5      | 大洋      | 12.5      | 大洋      | 18.5      | 大洋      | 21.5      | 大洋     | 25.0     |
| 5位  | 国鉄      | 8.0       | 松竹      | 18.0      | 国鉄      | 21.0      | 国鉄      | 25.0      | 国鉄      | 31.5      | 国鉄      | 31.5      | 国鉄     | 33.0     |
| 6位  | 松竹      | 9.0       | 国鉄      | 18.5      | 松竹      | 24.5      | 松竹      | 29.0      | 広島      | 37.5      | 広島      | 43.5      | 広島     | 44.5     |
| 7位  | 広島      | 10.5      | 広島      | 19.0      | 広島      | 25.5      | 広島      | 29.5      | 松竹      | 39.5      | 松竹      | 44.0      | 松竹     | 48.0     |

| 順位 | 球団             | 勝 | 敗 | 分 | 勝率 | 差   |
| 1位  | 読売ジャイアンツ | 83 | 37 | 0  | .692 | 優勝 |
| 2位  | 大阪タイガース   | 79 | 40 | 1  | .664 | 3.5  |
| 3位  | 名古屋ドラゴンズ | 75 | 43 | 2  | .636 | 7.0  |
| 4位  | 大洋ホエールズ   | 58 | 62 | 0  | .483 | 25.0 |
| 5位  | 国鉄スワローズ   | 50 | 70 | 0  | .417 | 33.0 |
| 6位  | 広島カープ       | 37 | 80 | 3  | .316 | 44.5 |
| 7位  | 松竹ロビンス     | 34 | 84 | 2  | .288 | 48.0 |

## オールスターゲーム
| コーチ     | 小西得郎 |
| ファン投票 | 岩本義行 |
| 監督推薦   | 高野裕良 |

## できごと
- 4月8日 - 藤井勇が対巨人戦でNPB史上9人目の通算1000安打を達成[2]。
- 5月24日 - 高野裕良が対巨人戦でNPB史上42人目の通算1000投球回を達成[2]。
- 6月18日 - 岩本義行が対大阪戦でNPB史上9人目の通算100本塁打を達成[2]。
- 6月24日 - 藤井勇が対名古屋戦でNPB史上10人目の通算1000試合出場を達成[2]。
- 9月17日 - 江田貢一が対巨人戦でNPB史上18人目の通算1500投球回を達成[2]。

## 表彰選手
| リーグ・リーダー |
| ---------------- |
| 受賞者なし       |

| ベストナイン |
| ------------ |
| 選出なし     |